# Alleanza franco-ungherese

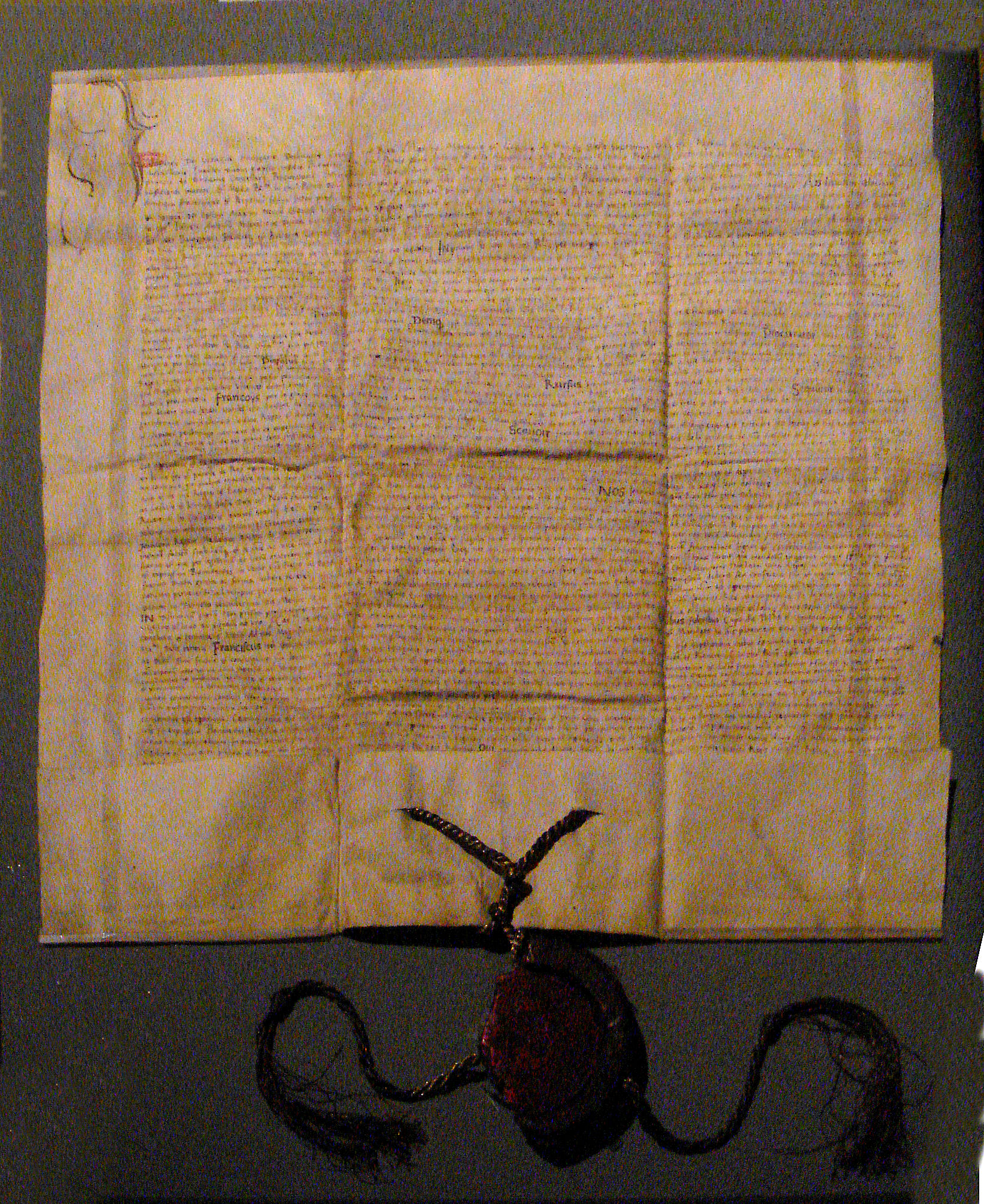
Trattato di alleanza franco-ungherese, 1529.

Un trattato di alleanza franco-ungherese venne formalizzato nell'ottobre 1529 tra Francesco I di Francia e Giovanni I d'Ungheria, re d'Ungheria.

## Scenario
La Francia aveva già cercato alleanze in Europa Centrale. Il suo ambasciatore, Antonio Rincon, fu inviato in numerose missioni in Polonia e Ungheria tra il 1522 ed il 1525. A quel tempo, dopo la battaglia della Bicocca del 1522, Francesco stava tentando di allearsi con Sigismondo I il Vecchio di Polonia.
Nel 1524 venne firmata l'alleanza franco-polacca fra Francesco I e Sigismondo, ma l'accordo fallì quando Francesco venne sconfitto da Carlo V alla battaglia di Pavia nel 1525.

## Alleanza con l'Ungheria
Dal 1526, Francesco iniziò a cercare nuove alleanze in Europa centrale, questa volta volgendo la sua attenzione sull'Ungheria. Nel 1528, Giovanni I d'Ungheria era in una situazione di vulnerabilità, essendo stato sconfitto da Ferdinando d'Austria, il suo rivale aspirante al trono d'Ungheria, alla battaglia di Tokay nel mese di agosto 1527. Oltre all'alleanza con i francesi, Giovanni aveva scelto di divenire vassallo dell'Impero ottomano nel febbraio 1528, attraverso i negoziati di Hieronymus Łaski. Rincon si recò a Costantinopoli per portare il documento e questo evento innescò lo sviluppo delle relazioni tra la Francia e l'Impero Ottomano.
Il trattato venne firmato in Francia a Fontainebleau e Parigi il 23 e il 28 ottobre 1528. Venne poi ratificato da Giovanni a Buda il 1º settembre 1529. Attraverso il trattato Francesco promise di aiutare Giovanni finanziariamente e attraverso altri mezzi. In cambio, Giovanni decise di continuare la lotta contro Ferdinando I e a fornire truppe ungheresi a Francesco in Italia.
Nella piccola guerra in Ungheria, la Francia combatté, a fianco di Giovanni e Solimano il Magnifico, contro gli Asburgo. Un'unità di artiglieria francese venne inviata alla guerra in Ungheria, nel 1543-1544, e collegata all'esercito ottomano.